# Hrabiw (rejon pryłucki)
Hrabiw (ukr. Грабів) – wieś na Ukrainie, w obwodzie czernihowskim, w rejonie pryłuckim, w hromadzie Icznia. W 2001 liczyła 182 mieszkańców.